# Liste von Vulkanen in Kolumbien
Dies ist eine Liste von Vulkanen in Kolumbien, die während des Quartärs mindestens einmal aktiv waren.
| Bild | Name                     | Vulkantyp     | Letzte Eruption          | Höhe [m] | Geokoordinaten                |
| ---- | ------------------------ | ------------- | ------------------------ | -------- | ----------------------------- |
|      | Azufral                  | Schichtvulkan | ca. 930 v. Chr.          | 4070     | 01° 05′ 00″ N, 077° 41′ 00″ W |
|      | Cerro Bravo              | Schichtvulkan | 1720 ± 150 Jahre         | 4000     | 05° 05′ 30″ N, 075° 18′ 00″ W |
|      | Cerro Machín             | Schichtvulkan | 1180 ± 150 Jahre         | 2650     | 04° 29′ 00″ N, 075° 23′ 30″ W |
|      | Cerro Negro de Mayasquer | Schichtvulkan | 1936                     | 4445     | 00° 49′ 39″ N, 077° 57′ 52″ W |
|      | Cumbal                   | Schichtvulkan | 1926                     | 4764     | 00° 57′ 00″ N, 077° 52′ 00″ W |
|      | Doña Juana               | Schichtvulkan | 1906                     | 4150     | 01° 28′ 00″ N, 076° 55′ 00″ W |
|      | Galeras                  | Schichtvulkan | 2010                     | 4276     | 01° 13′ 00″ N, 077° 22′ 00″ W |
|      | Nevado del Huila         | Schichtvulkan | 2010                     | 5364     | 02° 56′ 00″ N, 076° 02′ 00″ W |
|      | Nevado del Ruiz          | Schichtvulkan | 1991                     | 5321     | 04° 53′ 43″ N, 075° 19′ 21″ W |
|      | Nevado del Tolima        | Schichtvulkan | 1943                     | 5200     | 04° 40′ 00″ N, 075° 20′ 00″ W |
|      | Petacas                  | Lavadom       | unbekannt                | 4054     | 01° 34′ 00″ N, 076° 47′ 00″ W |
|      | Puracé                   | Schichtvulkan | 1977                     | 4650     | 02° 19′ 00″ N, 076° 24′ 00″ W |
|      | Romeral                  | Schichtvulkan | 5950 v. Chr. ± 500 Jahre | 3858     | 05° 12′ 21″ N, 075° 21′ 51″ W |
|      | Santa Isabel             | Schildvulkan  | 850 v. Chr.              | 4950     | 04° 49′ 00″ N, 075° 22′ 00″ W |
|      | Sotará                   | Schichtvulkan | unbekannt                | 4400     | 02° 06′ 30″ N, 076° 35′ 30″ W |